# Беркути (Новосибірська область)
Беркути (рос. Беркуты) — присілок у Каргатському районі Новосибірської області Російської Федерації.
Входить до складу муніципального утворення Беркутовська сільрада. Населення становить 115 осіб (2010).

## Історія
Згідно із законом від 2 червня 2004 року органом місцевого самоврядування є Беркутовська сільрада.

## Населення
| 2002 | 2007 | 2010 |
| ---- | ---- | ---- |
| 201  | ↘133 | ↘115 |